# 15e soirée des prix Jutra
La 15e soirée des prix Jutra, récompensant les films sortis en 2012, a lieu le 17 mars 2013 à la salle Pierre-Mercure. La cérémonie est diffusée sur les ondes de la télévision de Radio-Canada. 

## Déroulement
Le gala est animé par Rémy Girard pour la deuxième fois. Les cotes d'écoutes se sont élevées à 620 000 téléspectateurs.

## Palmarès
Les lauréats sont indiqués ci-dessous en premier de chaque catégorie et en gras.

### Meilleur film
- Rebelle de Kim Nguyen
  - Camion de Rafaël Ouellet
  - Inch'Allah d'Anaïs Barbeau-Lavalette
  - Laurence Anyways de Xavier Dolan
  - Roméo Onze d'Ivan Grbovic

### Meilleure réalisation
- Rebelle de Kim Nguyen
  - Laurence Anyways de Xavier Dolan
  - Roméo Onze d'Ivan Grbovic
  - Camion de Rafaël Ouellet
  - L'Affaire Dumont de Podz

### Meilleur acteur
- Julien Poulin pour Camion
  - Ali Ammar pour Roméo Onze
  - Gabriel Arcand pour Karakara
  - Marc-André Grondin pour L'Affaire Dumont
  - Victor Andrès Trelles Turgeon pour Le Torrent

### Meilleure actrice
- Rachel Mwanza pour Rebelle
  - Micheline Bernard pour La Mise à l'aveugle
  - Marilyn Castonguay pour L'Affaire Dumont
  - Suzanne Clément pour Laurence Anyways
  - Dominique Quesnel pour Le Torrent

### Meilleur acteur de soutien
- Serge Kanyinda pour Rebelle
  - Joey Klein pour La Fille au manteau blanc
  - Guy Nadon pour Les Pee-Wee 3D : L'hiver qui a changé ma vie
  - Sébastien Ricard pour Avant que mon cœur bascule
  - Gildor Roy pour Ésimésac

### Meilleure actrice de soutien
- Sabrina Ouazani pour Inch'Allah
  - Nathalie Baye pour Laurence Anyways
  - Monia Chokri pour Laurence Anyways
  - Sophie Lorain pour Avant que mon cœur bascule
  - Ève Ringuette pour Mesnak

### Meilleur scénario
- Kim Nguyen pour Rebelle
  - Xavier Dolan pour Laurence Anyways
  - Claude Gagnon pour Karakara
  - Ivan Grbovic et Sara Mishara pour Roméo Onze
  - Rafaël Ouellet pour Camion

### Meilleure direction artistique
- Anne Pritchard pour Laurence Anyways
  - Éric Barbeau pour Le Torrent
  - André-Line Beauparlant pour Inch'Allah
  - André Guimond pour L'Affaire Dumont
  - François Schuiten, Patrick Sioui, Martin Tessier et Élisabeth Williams pour Mars et Avril

### Meilleurs costumes
- Carmen Alie pour Ésimésac
  - Mariane Carter pour Mars et Avril
  - Monic Ferland pour L'Affaire Dumont
  - Sophie Lefebvre pour Inch'Allah
  - Éric Poirier pour Rebelle

### Meilleur maquillage
- Kathy Kelso et Colleen Quinton pour Laurence Anyways
  - Kathryn Casault pour Ésimésac
  - Kathryn Casault pour L'Empire Bo$$é
  - Pascale Jones pour La Fille au manteau blanc
  - Marlène Rouleau pour L'Affaire Dumont

### Meilleure coiffure
- Michelle Côté et Martin Lapointe pour Laurence Anyways
  - André Duval pour L'Affaire Dumont
  - Richard Hansen pour Mars et Avril
  - Ann-Louise Landry pour L'Empire Bo$$é
  - Denis Parent pour Ésimésac

### Meilleure direction de la photographie
- Nicolas Bolduc pour Rebelle
  - Yves Bélanger pour Laurence Anyways
  - Mathieu Laverdière pour Le Torrent
  - Sara Mishara pour Tout ce que tu possèdes
  - Geneviève Perron pour Camion

### Meilleur montage
- Richard Comeau pour Rebelle
  - Hélène Girard pour Hors les murs
  - Hubert Hayaut pour Roméo Onze
  - Sophie Leblond pour Inch'Allah
  - Rafaël Ouellet pour Camion

### Meilleur son
- Claude La Haye, Martin Pinsonnault et Bernard Gariépy Strobl pour Rebelle
  - Pierre-Jules Audet, Luc Boudrias et Michel Lecoufle pour L'Affaire Dumont
  - Pascal Beaudin, Luc Boudrias et Olivier Calvert pour Mars et Avril
  - Sylvain Bellemare, Jean-Paul Hurier et Jean Umansky pour Inch'Allah
  - Luc Boudrias, Marcel Chouinard et Patrice Leblanc pour Le Torrent

### Meilleure musique originale
- Viviane Audet, Robin-Joël Cool (en) et Éric West-Millette pour Camion
  - Benoît Charest pour Une bouteille dans la mer de Gaza
  - Benoît Charest pour Mars et Avril
  - Normand Corbeil pour Le Torrent
  - Michel Corriveau pour Ésimésac

### Meilleur film documentaire
- Over My Dead Body de Brigitte Poupart
  - Alphée des étoiles (en) de Hugo Latulippe
  - Bestiaire de Denis Côté
  - Ma vie réelle de Magnus Isacsson
  - Mort subite d'un homme-théâtre de Jean-Claude Coulbois

### Meilleur court ou moyen métrage de fiction
- Là où je suis de Myriam Magassouba
  - Acrobat d'Eduardo Menz
  - Avec Jeff, à moto de Marie-Ève Juste
  - Chef de meute de Chloé Robichaud
  - Le Futur proche de Sophie Goyette

### Meilleur court ou moyen métrage d'animation
- Bydlo de Patrick Bouchard
  - Le Grand Ailleurs et le petit ici de Michèle Lemieux
  - Joda de Théodore Ushev
  - Kaspar de Diane Obomsawin
  - Triptyque 2 de Pierre Hébert

## Prix spéciaux

### Jutra-Hommage
- Michel Côté

### Film s'étant le plus illustré à l'extérieur du Québec
- Monsieur Lazhar de Philippe Falardeau
  - Bestiaire de Denis Côté
  - Camion de Rafaël Ouellet
  - Laurence Anyways de Xavier Dolan
  - Rebelle de Kim Nguyen
  - Starbuck de Ken Scott

### Billet d'or - Cineplex
- Omertà

## Statistiques

### Nominations multiples
11 : Laurence Anyways
10 : Rebelle
8 : Camion, L'Affaire Dumont
6 : Inch'Allah, Le Torrent
5 : Roméo Onze, Ésimésac, Mars et Avril

### Récompenses multiples
8 : Rebelle
3 : Laurence Anyways
2 : Camion